# Skeptoid
Skeptoid – powstały w październiku 2006 roku i ukazujący się co tydzień podcast prowadzony przez amerykańskiego sceptyka Briana Dunninga. Audycja ma postać dźwiękowego eseju i poświęcona jest krytycznej analizie pseudonauki i zjawisk paranormalnych. Każdy z odcinków (czas trwania około 10 minut) porusza wybrane zagadnienie o pseudonaukowym charakterze.
Skeptoid (ISBN 978-1434821669) i Skeptoid 2 (ISBN 978-1440422850) to także tytuły książek opartych na materiałach z podcastu.
W maju 2007 roku Skeptoid został uznany za "medium", za którego pośrednictwem ubiegać się można o nagrodę miliona dolarów ufundowaną przez James Randi Educational Foundation (regulamin ubiegania się o nią przewiduje między innymi "obecność w mediach").
Audycja dostępna jest również w formie audiobooka.

## Zasięg
W czerwcu 2009 Skeptoid miał około 60 000 słuchaczy. Wraz z kilkoma innymi podcastami dotyczącymi podobnej problematyki, Skeptoid należał wtedy do 50 najpopularniejszych audycji w amerykańskiej wersji sklepu iTunes (dział "Science and Medicine").